# Narodi svijeta Q
Narodi svijeta Q
Quiché, Ostali nazivi:
- Lokacija: Gvatemala
- Jezik/porijeklo: qiche jezik, majanski narodi
- Populacija:
- Kultura:
- Vanjske poveznice:

Qua   	Cross River, Nigerija